# 恩里克·弗拉尼尼
恩里克·弗拉尼尼（Enrico Forlanini，1848年12月13日—1930年10月9日）是一名意大利工程师、发明家及航空先驱，以直升机、飞机、水翼船（hydrofoil）、飞艇（dirigible）上的工作而闻名。

## 生平
1848年12月，恩里克·弗拉尼尼出生于米兰。其父弗朗西斯科·弗拉尼尼（Francesco Forlanini）是一名内科医生。1863年，他进入都灵军事学院（Military College of Turin）学习。
1866年，他进入都灵军校（Military Academy of Turin），成为一名工程师中尉。1868年，进入都灵的陸軍砲兵與工程應用學院（Scuola di Applicazione Artiglieria e Genio）学习。
1870年毕业后，他被分配到卡萨莱蒙费拉托，在那里他可以在警察局的车间工作。他开始对螺旋桨进行系统测试。他随后在米兰理工大学学习，并毕业于工业工程专业。

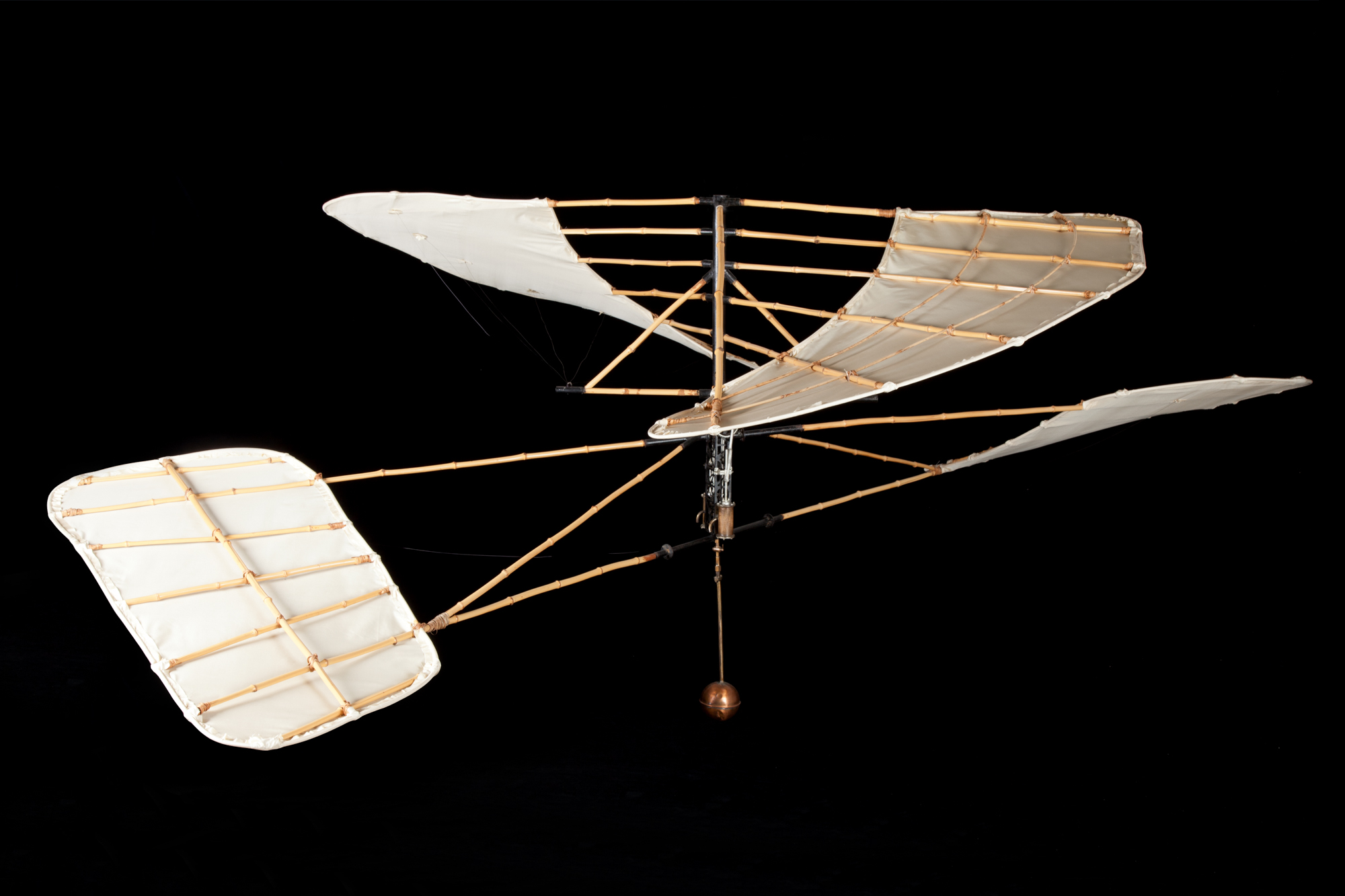
恩里克发明的早期直升机（1877）馆藏于达芬奇博物馆

1877年，恩里克发明了一种由蒸汽机驱动的早期直升机。 这架直升机在米兰的一个公园垂直试飞，高度达到13米，停留了大约20秒。
恩里克·弗拉尼尼於1930年去世。

## 纪念
米兰当地的一个飞机场（Airport Enrico Forlanini，又称作米兰-利纳特机场）、公园及一条街道以恩里克·弗拉尼尼命名。

## 飞艇
1900-1930年期间，恩里克·弗拉尼尼着手研究并完工了多艘飞艇。

## 水翼船

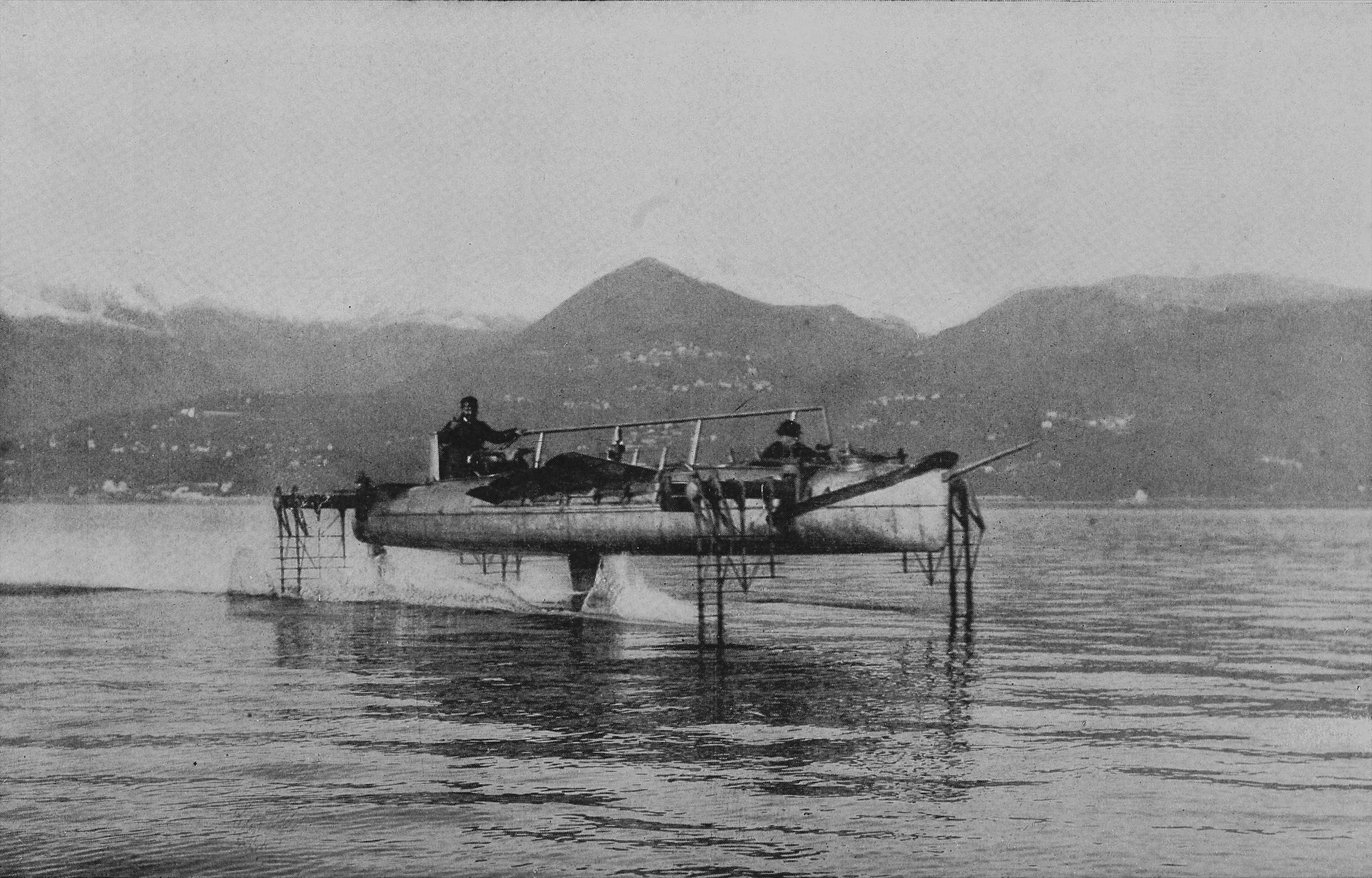
弗拉尼尼水翼船（1911年左右）

1898年，恩里克开始研制水翼船。他製作了一艘60馬力驅動兩具反轉螺旋漿的全尺寸水翼船。1906年，在马焦雷湖（Lake Maggiore）测试时，这艘船的最高时速达到了68公里/小时。他还测试了一艘25马力蒸汽机引擎的水翼船，在1908-1909年代测试中，只实现了50公里/小时。

## 家庭
- 兄 卡洛·弗拉尼尼（英语：Carlo Forlanini），医生。